# Jimmy Melia (Fußballspieler, 1874)
James „Jimmy“ Melia (* 2. April 1874 in Darlington; † Februar 1905 ebenda) war ein englischer Fußballspieler. Der Verteidiger bestritt von 1895 bis 1902 für The Wednesday und Preston North End insgesamt neun Partien in den Spielklassen der Football League und war zudem drei Jahre lang für Tottenham Hotspur aktiv.

## Karriere
Melia kam 1895 vom in der Northern League antretenden Klub Darlington St Augustines zum Sheffielder Verein The Wednesday. In seiner ersten Saison auf Auftritte im Reserveteam beschränkt, kam Melia in den folgenden beiden Spielzeiten zu insgesamt sieben Einsätzen in der First Division, konnte sich gegen den etatmäßigen linken Verteidiger Jack Earp aber nicht durchsetzen. Im Dezember 1896 gehörte er zu einem Auswahlteam von Sheffield gegen West Yorkshire und mit der Reservemannschaft gewann er 1898 die Meisterschaft der United Counties League; bevor er sich Mitte 1898 dem in der Southern League spielenden Londoner Klub Tottenham Hotspur anschloss.
Melia spielte drei Jahre für den Hauptstadtklub und kam regelmäßig in der Verteidigung an der Seite von Bob Cain – und später Sandy Tait – zum Einsatz. Spätestens zur Saison 1900/01 hatte er den Kampf um einen Stammplatz mit seinem Dauerrivalen Harry Erentz aber verloren, so war er auch beim sensationellen Gewinn des FA Cups 1901 gegen Sheffield United im Wettbewerbsverlauf ohne Einsatz geblieben. In der Saison 1899/1900, der ersten des Klubs an der White Hart Lane, hatte er mit 14 Einsätzen zum Gewinn der Southern-League-Meisterschaft beigetragen. Im Februar 1900 gehörte er zu einer Auswahlmannschaft der Southern League, die zu Gunsten des Transvaal War Fund gegen eine südenglische Amateurauswahl antrat und mit 7:2 gewann. Insgesamt bestritt Melia für Tottenham 38 Partien in der Southern League, neun in der United League, vier in der Western League, zehn in der Thames and Medway League, sechs in der Southern District Combination und drei Spiele im FA Cup. Zudem stehen mindestens weitere 20 Einsätze in Freundschaftsspielen zu Buche, darunter im November 1899 gegen die „Kaffirs“ genannte südafrikanische Tourneemannschaft (Endstand 6:4, 1 Tor von Melia) und gegen eine Berliner Auswahl (Endstand 9:6) im Januar 1901.
Im Juli 1901 wurde Melia vom Erstligaabsteiger Preston North End verpflichtet und in der Presse als „ausgezeichneter, kräftiger, intelligenter Verteidiger“ beschrieben. Da Melia immer noch bei Wednesday als Spieler bei der Football League registriert war, musste Preston eine Ablöse von £25 an seinen vormaligen Klub zahlen. Melia stand am ersten Spieltag gegen den späteren Meister West Bromwich Albion in der Startelf, nach der 1:3-Niederlage erhielt allerdings Johnny McMahon auf der linken Verteidigerposition den Vorzug (dazu dürfte auch beigetragen haben, dass die folgenden sechs Partien ohne Gegentor gewonnen wurden) und Melia kam im restlichen Saisonverlauf nur noch einmal zum Einsatz, das 0:2 gegen den FC Chesterfield im Oktober war zugleich sein letzter Pflichtspieleinsatz im Profifußball.
Anfang Februar 1905 wurde zu Gunsten des schwer erkrankten Melia ein Benefizspiel in Darlington ausgetragen, nur wenige Tage später starb er 30-jährig.